# Anna Simson

Anna Simson

Henriette Sophie Anna Simson, geb. Haberkern (* 13. August 1835 in Potsdam; † 14. März 1916 in Dorf Leubus, Kreis Wohlau) war eine deutsche Frauenrechtlerin.

## Leben
Anna Simson war die Tochter des Regierungssekretärs Rudolf Haberkern und dessen Ehefrau Henriete geb. Lehmann. Sie besuchte das Lehrerinnenseminar von Scholz in Breslau, war eine Zeitlang als Erzieherin tätig und heiratete dann Robert Simson, „der sie sozial denken gelehrt“ hat. Schon 1866 gründete sie den Frauenbildungsverein Breslau und dessen Lehranstalten, dessen Vorsitzende und Leiterin sie 40 Jahre lang war.
Besonders bedeutungsvoll wurde die Reise nach Chicago im Jahre 1893, wo verbunden mit der Weltausstellung ein Frauenkongress stattfand. Sie gab die Anregung, dass im März 1894 der Bund Deutscher Frauenvereine gegründet wurde und sich dem Internationalen Frauenbund anschloss. Eine bedeutende Rolle als Organisatorin spielte Anna Simson auch bei den Internationalen Frauenkongressen in London 1899 und in Berlin 1904. 
Anna Simson wurde die erste Schriftführerin des Bundes Deutscher Frauenvereine, später dessen stellvertretende Vorsitzende. Insgesamt gehörte sie dem Vorstand 12 Jahre bis 1906 an. 
Simson wird von Zeitzeugen beschrieben als zarte Frau mit einem feinen weichen Organ. 

„Es war nicht bequem unter Frau Anna Simson zu arbeiten! Da gab es kein Stillstehen, keine Arbeit, die im Gleichmass einer Uhr sich abpendelte. Immer galt es vorwärts zu streben, praktische Neuheiten einzuführen, Zeitforderungen zu erfüllen, sich das zu eigen zu machen, was sie als Pionierin auf dem Gebiet der Frauenbildung für gut und recht erkannt.“

Im Alter von 81 Jahren verstarb sie nach langem Leiden in der Provinzial Heil- und Pflegeanstalt in Leubus.

## Vorträge und Veröffentlichungen
- 1881: Ferienkolonien für arme kränkliche Schulkinder. Zweck und Bedeutung, Vorbereitung, Einrichtung und Ausführung nebst allgemeiner Übersicht aller bisherigen Leistungen auf diesem Gebiet. Vortrag. Breslau. Verlag Koebner.
- 1895: Der Bund deutscher Frauenvereine – was er will und was er nicht will. Vortrag auf der 1. Generalversammlung des Bundes deutscher Frauenverbände.
- 1896: Die Aufnahme der Bundespetition weibliche Fabrikinspektoren betreffend durch die Regierungen und Landtage. Vortrag gehalten auf der Vollversammlung des Bundes deutscher Frauenvereine.
- 1899: Reichsversicherung für Individualität und Alter oder Privatversicherung. Vortrag als Vorsitzende der Kommission für Arbeiterinnenschutz, dessen Mitglied sie bis etwa 1905 war, Die Gewerbenovelle im Reichstag.